# 곽치영
곽치영(郭治榮, 1941년 4월 22일 ~ )은 대한민국의 정치인이자 기업인이다. 경상남도 마산시 출신으로 마산고등학교, 서울대학교 경제학과를 졸업했다. 영국 옥스퍼드 대학교에서 대학원 최고경영자 과정을 수료한 다음에 데이콤 대표이사, 한국위치정보 대표이사 회장을 역임했다.
2000년 4월 13일에 실시된 대한민국 제16대 국회의원 선거에서 새천년민주당 고양시 덕양구 갑 후보로 출마하여 당선되었다. 하지만 공직선거법 위반 혐의로 검찰에 기소되었는데 서울지방법원 의정부지원에서 열린 1심 재판에서 징역 8개월, 집행유예 1년을 선고받았고 서울고등법원에서 열린 항소심 재판에서 벌금 150만 원을 선고받음에 따라 의원직을 상실했다.

## 학력
- 합포초등학교
- 마산중학교
- 마산고등학교
- 서울대학교 경제학과
- 영국 옥스퍼드 대학 대학원 최고경영자과정 수료

## 경력
- 럭키개발 상무이사
- 한국데이타통신 전무이사
- 데이콤 인터내셔날 사장
- 데이콤 대표이사
- 초대 한국CIO포럼 회장
- 새천년민주당 제16대 국회의원 (고양시 덕양구 갑)
- 비젼플랜트 대표이사 사장
- 한국위치정보 대표이사 회장

## 역대 선거 결과
| 실시년도 | 선거   | 대수 | 직책     | 선거구                | 정당         | 득표수   | 득표율          | 순위 | 당락 | 비고 |
| -------- | ------ | ---- | -------- | --------------------- | ------------ | -------- | --------------- | ---- | ---- | ---- |
| 2000년   | 총선   | 16대 | 국회의원 | 경기 고양시 덕양구 갑 | 새천년민주당 | 34,095표 | \| \| 49.95% \| | 1위  |      | 초선 |
|          | 49.95% |      |          |                       |              |          |                 |      |      |      |